# Мирный (Коношский район)
Мирный — населённый пункт в Коношском районе Архангельской области в 16 км северо-западней Коноши. Административный центр муниципального образования «Мирный».

## География
Через населённый пункт протекает река Плелевица.

## История
В 1930-х годах была построена железная дорога в направлении реки Волошки — так называемая «Волошская железная дорога». В 16 км от Коноши начал создаваться Мирный, тогда ещё называемый «16-й километр». Основной контингент населения составляли спецпоселенцы — раскулаченные крестьяне. В 1960-х годах участок железной дороги севернее Мирного был разобран.
В 1950-х годах в Мирном начал функционировать ФАП, который к 2011 году начал разрушаться, и вместо него построили новый пункт.

## Инфраструктура
- ФАП
- Клуб